# بلک‌سوان
بلک‌سوان (انگلیسی: Blackswan; کره‌ای: 블랙스완) گروه دخترانه چند ملیتی اهل کره جنوبی است که توسط دی‌آر میوزیک شکل گرفت. این گروه اکنون متشکل از چهار عضو، فاتو، گابی، سریا و ان‌وی است. این گروه در ابتدا در سال ۲۰۱۱ با نام رانیا (انگلیسی: Rania; کره‌ای: 라니아) با انتشار آلبوم چندآهنگه Teddy Riley, the First Expansion In Asia فعالیتش را آغاز کرد. در دسامبر ۲۰۱۶، نام گروه به بی‌پی راینا (انگلیسی: BP Rania; کره‌ای: BP 라니아، مخفف Black Pearl Rania) تغییر کرد و دو آلبوم چندآهنگه با نام‌های Start a Fire و Refresh 7th منتشر کرد. گرو در سال ۲۰۱۸ دوباره با عنوان راینا فعالیت می‌کرد پیش از اینکه در اکتبر ۲۰۲۰ نامش به بلک‌سوان تغییر کند و گروه آلبوم خداحافظ رانیا را منتشر کرد.

## اعضا

### اعضای کنونی
- فاتو (파투) (۲۰۲۰–اکنون) – لیدر، رپر، رقصنده[۲][۳]
- Leia
- ان‌وی (앤비) (۲۰۲۲–اکنون) – وکالیست[۲]
- گابی (가비) (۲۰۲۲–اکنون) – وکالیست، رقصنده[۲]
- سریا (스리야) (۲۰۲۲–اکنون) – وکالیست، رقصنده[۲]

### اعضای پیشین
رانیا و بی‌پی رانیا
- جوی (조이) (۲۰۱۱–۲۰۱۲)
- ریکو (리코) (۲۰۱۱–۲۰۱۴)
- جویی (주이) (۲۰۱۱–۲۰۱۵)
- دی (디) (۲۰۱۱–۲۰۱۶)
- تی-ئه (티애) (۲۰۱۱–۲۰۱۶)
- شیا (시아) (۲۰۱۱–۲۰۱۶)
- یی‌نا (이나) قبلاً با نام سِم (샘) شناخته می‌شد (۲۰۱۱–۲۰۱۵، ۲۰۱۶–۲۰۱۷)
- الکساندرا (알렉산드라) (۲۰۱۵–۲۰۱۷)
- یومین (유민) (۲۰۱۶–۲۰۱۸)
- تابو (따보) (۲۰۱۶–۲۰۱۸)
- زی. یو (지유) قبلاً با نام سول‌جی (슬지) شناخته می‌شد (۲۰۱۵–۲۰۱۹)
- جی‌اون (지은) (۲۰۱۵–۲۰۱۹)
- نام‌فون (남폰) (۲۰۱۸–۲۰۲۰)
- سونگ‌هیون (승현) (۲۰۱۹–۲۰۲۰)
- هه‌می (혜미) (۲۰۱۵–۲۰۲۰)
- یونگ‌هون (영흔) (۲۰۱۹–۲۰۲۰)
- لاریسا (라리사) (۲۰۱۹–۲۰۲۰)

بلک‌سوان
- هه‌می (혜미) (۲۰۲۰)
- یونگ‌هون (영흔) (۲۰۲۰–۲۰۲۲)
- جودی (주디) (۲۰۲۰–۲۰۲۲)